# Красуля (Житомирская область)
Красуля (укр. Красуля) — село на Украине, находится в Барановском районе Житомирской области.
Код КОАТУУ — 1820681803. Население по переписи 2001 года составляет 76 человек. Почтовый индекс — 12736. Телефонный код — 4144. Занимает площадь 6,242 км².

## Адрес местного совета
12736, Житомирская область, Барановский р-н, с. Дубровка; тел. 71-1-56.